# アンカレッジ
アンカレッジ（英語: Anchorage [ˈæŋkərɨdʒ]）は、アメリカ合衆国アラスカ州にある都市。人口は29万1247人（2020年）で、同州最大の都市であるが、州都はジュノーである。
アンカレジとも表記する。自治体としての正式名称はアンカレッジ自治市（Municipality of Anchorage）で、「MOA」と略す。MOAは郡でもある市郡である。

## 概要
アンカレッジは北米を代表する港湾都市の一つであり、アラスカ州における商工業、金融の中心地である。州人口の半数近くが同市を中心としたアンカレッジ都市圏に集中している。なお、人口統計は1975年に市部と郡部が合併したため、基本的に都市圏人口で計測される。アラスカ州の6地区のうち中南部アラスカの中心都市。
同市の主要産業は、州の主要産業でもある石油、天然ガスの採掘とその関連事業である。金融、通信の中枢としても発達しており、国際貿易港としての役割も強い。政府は所得税や消費税の免税、産業開発の優遇策を実施しており、多くの投資家や起業者が集まっている。一方で、古くからの水産業や林業も盛んで、特に水産品は日本向けに多く輸出されている。
また、同市のテッド・スティーブンス・アンカレッジ国際空港は、かつて北極圏回りヨーロッパ便が給油のために寄港し、現在でも航空貨物のハブ空港であるなど、世界的に重要な空港であるため、航空貨物業も発達している。

## 歴史
1778年、キャプテン・クックがアリューシャン列島からアラスカ州に到着し、アンカレッジ湾内を航海した。
1914年にアラスカ鉄道建設の拠点として建設され、資材搬入のための港湾や作業員の宿舎が造られた。アンカレッジの名は、この臨時の投錨地（anchorage）が置かれた時に作成された地図で、一般名詞の「anchorage」とすべきところを「Anchorage」と誤記してしまい、これが固有名詞として定着したことに由来する。1778年に周辺海域を探検したキャプテン・クックが投錨したことから名づけられたという伝承があるが、実際にはそうした記録はない。
第二次世界大戦中は軍需産業の発展により大成長を遂げ、空港や港湾の建設が進んでアラスカ州の中心地として繁栄した。
1964年に発生したアラスカ地震で市街地は壊滅的な打撃を受けるが、1970年代から北極海沿岸の油田開発とパイプライン建設によって多くの労働者が流入し、都市は今までの3倍の規模になった。今日では観光にも注力するほか、前述のように貿易（航空貨物）拠点としての重要性も増している。
1990年ごろまで（冷戦時代）は、西側諸国の航空機はソビエト連邦領空の通過をほとんど許可されなかったため、日本とヨーロッパ間の航空便の経由地として頻繁に使用され、日本人にはなじみ深い地名であった。冷戦後は、日本からの定期旅客便は無くなったが、各国からの臨時便やアメリカ各州からの定期便は多数存在し、2015年度の旅客実績は約540万人。貨物取扱量は世界第4位の座を占める。またアンカレッジ空港に隣接するフッド湖水上飛行場は、世界一忙しい水上機飛行場として知られる。
2021年3月18日、アメリカと中国との間で、ジョー・バイデン政権発足後初のハイレベル戦略対話の会場が設営された。アメリカからはアントニー・ブリンケン国務長官、ジェイク・サリバン大統領補佐官（国家安全保障担当）が、中国側からは楊潔篪、王毅が出席した。

## 地理
アンカレッジはアラスカ州南部のクック湾の湾奥に位置し、北緯60度、西経150度とかなり高緯度である。北方には北アメリカ大陸の最高峰であるデナリ（マッキンリー山）、東部にはロッキー山脈の高峰がそびえ立つが、西部は原野が多い。州北端のプルドーベイ油田（北極海油田）からはパイプラインが走っている。

## 交通
- テッド・スティーブンス・アンカレッジ国際空港
- アラスカ州道1号線（AK-1）、ジョージ・パークス・ハイウェイ（アラスカ州道3号線、AK-3）
- アラスカ鉄道

## 気候
ケッペンの気候区分では亜寒帯湿潤気候（Dfc）に属する。
| アンカレッジの気候                                                        | アンカレッジの気候 | アンカレッジの気候 | アンカレッジの気候 | アンカレッジの気候 | アンカレッジの気候 | アンカレッジの気候 | アンカレッジの気候 | アンカレッジの気候 | アンカレッジの気候 | アンカレッジの気候 | アンカレッジの気候 | アンカレッジの気候 | アンカレッジの気候 |
| 月                                                                        | 1月                | 2月                | 3月                | 4月                | 5月                | 6月                | 7月                | 8月                | 9月                | 10月               | 11月               | 12月               | 年                 |
| ------------------------------------------------------------------------- | ------------------ | ------------------ | ------------------ | ------------------ | ------------------ | ------------------ | ------------------ | ------------------ | ------------------ | ------------------ | ------------------ | ------------------ | ------------------ |
| 最高気温記録 °C （°F）                                                    | 13 (56)            | 14 (57)            | 13 (56)            | 22 (72)            | 28 (82)            | 29 (85)            | 29 (84)            | 29 (85)            | 23 (73)            | 18 (64)            | 17 (62)            | 12 (53)            | 29 (85)            |
| 平均最高気温 °C （°F）                                                    | −5.2 (22.7)        | −2.7 (27.1)        | 1.7 (35.0)         | 7.8 (46.1)         | 13.8 (56.9)        | 17.3 (63.2)        | 18.6 (65.4)        | 17.5 (63.5)        | 13.1 (55.6)        | 4.9 (40.8)         | −2.6 (27.3)        | −4.6 (23.8)        | 6.7 (44.0)         |
| 日平均気温 °C （°F）                                                      | −8.2 (17.2)        | −6.5 (20.3)        | −3.0 (26.6)        | 2.7 (36.9)         | 8.8 (47.8)         | 12.9 (55.2)        | 14.9 (58.8)        | 13.7 (56.7)        | 9.3 (48.7)         | 1.6 (34.9)         | −5.4 (22.3)        | −7.2 (19)          | 2.8 (37)           |
| 平均最低気温 °C （°F）                                                    | −11.4 (11.4)       | −10 (14.0)         | −7.2 (19.1)        | −1.8 (28.8)        | 3.8 (38.9)         | 8.2 (46.8)         | 10.7 (51.3)        | 9.6 (49.3)         | 5.1 (41.1)         | −1.7 (28.9)        | −8.4 (16.9)        | −10.4 (13.3)       | −1.1 (30.0)        |
| 最低気温記録 °C （°F）                                                    | −37 (−35)          | −39 (−38)          | −31 (−24)          | −26 (−15)          | −17 (1)            | −2 (29)            | 1 (34)             | −1 (31)            | −7 (19)            | −21 (−6)           | −29 (−21)          | −38 (−36)          | −39 (−38)          |
| 降水量 mm （inch）                                                        | 19 (0.75)          | 18.5 (0.73)        | 15.5 (0.61)        | 11.9 (0.47)        | 19.3 (0.76)        | 24.4 (0.96)        | 46.5 (1.83)        | 82.6 (3.25)        | 75.7 (2.98)        | 51.8 (2.04)        | 29.7 (1.17)        | 28.4 (1.12)        | 423.3 (16.67)      |
| 降雪量 cm （inch）                                                        | 39.1 (15.4)        | 25.4 (10.0)        | 31 (12.2)          | 13.7 (5.4)         | 1.5 (0.6)          | 0 (0)              | 0 (0)              | 0 (0)              | 1.3 (0.5)          | 13 (5.1)           | 31.5 (12.4)        | 52.1 (20.5)        | 208.6 (82.1)       |
| 平均降水日数 （≥0.01 in）                                                 | 8.1                | 7.2                | 6.8                | 5.5                | 7.0                | 8.2                | 11.3               | 13.8               | 14.5               | 12.3               | 9.3                | 11.1               | 115.1              |
| 平均降雪日数 （≥0.1 in）                                                  | 9.7                | 6.5                | 6.6                | 2.9                | 0.5                | 0                  | 0                  | 0                  | 0.2                | 2.8                | 7.9                | 10.5               | 47.6               |
| 平均月間日照時間                                                          | 83.7               | 121.5              | 195.3              | 234.0              | 288.3              | 276.0              | 251.1              | 204.6              | 159.0              | 117.8              | 81.0               | 52.7               | 2,065              |
| 出典：NOAA,The Weather Channel,Hong Kong Observatory(sun only, 1961−1990) |                    |                    |                    |                    |                    |                    |                    |                    |                    |                    |                    |                    |                    |

## 地震
2014年に等級7.2の地震が発生したほか、2018年11月30日には等級7.0のアンカレッジ地震が発生した。

## 文化
アラスカ州を拓いた先住民はエスキモー、アサバスカ人などであり、現在も人口の約10%は先住民である。彼らは先人らが築き上げた多様な文化を脈々と受け継いでおり、それを紹介するアラスカ民族文化センターがある。
なお、エスキモーの主要な民族として、カナダを中心に分布するイヌイットがいるが、アラスカ・エスキモーにはイヌイット、ユピクなど複数の民族が含まれ、アラスカのイヌイットもイヌピアットと自称するため、エスキモーを総称してイヌイットと呼ぶのは誤りである。

## 教育
アンカレッジ公立学区のマグネット・スクールには、全米でも数少ない幼・小・中・高一貫の日本語イマージョン・プログラムがある。

## 姉妹都市
- ウィットビー（イギリス）
- ダーウィン（オーストラリア）
- 仁川広域市（韓国）
- 千歳市（日本）
- トロムソ（ノルウェー）
- マガダン（ロシア）